# Being Human (serie televisiva 2011)
Being Human è una serie televisiva co-prodotta da Stati Uniti e Canada e trasmessa dal 17 gennaio 2011 al 7 aprile 2014 sul network statunitense Syfy.
Questa serie è un remake della serie britannica Being Human, trasmessa dal 2009 dalla BBC. La trama è basata sull'insolita convivenza di un fantasma, un vampiro ed un licantropo che, nonostante la loro condizione, cercano di vivere come persone normali.
Il 17 marzo 2011 è stata rinnovata per una seconda stagione andata in onda nel corso del 2012. L'8 febbraio 2012 la serie è stata rinnovata anche per una terza stagione, composta come le precedenti da tredici episodi e andata in onda nel corso del 2013. Il 10 aprile 2013 è stata rinnovata per una quarta stagione, in seguito annunciata come l'ultima.

## Trama
Aidan, Josh e Sally sono tre ragazzi che convivono in un appartamento a Boston. La loro potrebbe essere una convivenza come tante, se non fosse che sono rispettivamente un vampiro, un licantropo e un fantasma.

## Personaggi e interpreti

### Personaggi principali
- Aidan Waite (stagioni 1-4), interpretato da Sam Witwer e doppiato da Giorgio Borghetti.
Ha lavorato come infermiere nell'ospedale di Boston negli ultimi anni. È un vampiro di 257 anni, iniziato da Bishop durante la rivoluzione americana. Ha avuto una relazione con Rebecca, una ragazza che aveva ucciso e che Bishop aveva trasformato in vampiro, ma non ha avuto esito felice. Dopo aver ucciso Bishop, nella seconda stagione viene incaricato da Madre di assistere sua figlia Suren posta al comando dei vampiri di Boston. Da alcuni flashback si intuisce che i due, in passato, hanno avuto una storia.
- Josh Levison (stagioni 1-4), interpretato da Sam Huntington e doppiato da Francesco Pezzulli (st. 1-3) e Edoardo Stoppacciaro (st. 4).
Dopo essersi trasformato in un licantropo, ha condotto un'esistenza ai margini della società, isolato, finché non ha incontrato Aidan, con cui ha stabilito una profonda amicizia e che lo ha aiutato ad ottenere un lavoro presso l'ospedale. È proprio qui che Josh conosce Nora, una giovane e talentuosa infermiera con la quale inizia a frequentarsi. La loro storia diventa seria quando Nora rimane incinta di lui. Alla fine della prima stagione, durante la trasformazione, Josh graffia Nora che contrae la licantropia ed è per questo che inizia a cercare una cura.
- Sally Malik (stagioni 1-4), interpretata da Meaghan Rath e doppiata da Domitilla D'Amico.
È il fantasma di una ragazza morta prematuramente. Doveva sposarsi con Danny, con cui viveva nello stesso appartamento che ora divide con Josh e Aidan. Nel corso della serie, man mano, entra a conoscenza delle proprie capacità (possessione, teletrasporto, spostare oggetti, sognare) e conoscerà anche altre persone nella sua stessa condizione. Verso la fine della prima stagione sarebbe dovuta passare dall'altra parte poiché ciò che la teneva ancora legata a questo mondo (il suo omicidio invendicato, da parte del fidanzato Danny) era stato risolto, ma dopo un'aggressione di Bishop, la porta per passare oltre sparisce senza lasciare traccia. Nella seconda stagione conosce un'infermiera dell'ospedale dove lavorano Aidan e Josh capace di vedere e comunicare con gli spiriti e di farli reincarnare: Zoey.
- James Bishop (stagione 1), interpretato da Mark Pellegrino e doppiato da Francesco Prando.
È un vampiro trasformatosi nel corso del diciassettesimo secolo. Al di sopra della legge, è a capo di un'associazione di vampiri nella quale cerca in tutti i modi di far entrare anche Aidan. Viene ucciso da Aidan alla fine della prima stagione.
- Nora Sergeant (ricorrente stagione 1, stagioni 2-4) interpretata da Kristen Hager e doppiata da Barbara De Bortoli.
È la fidanzata di Josh. Dopo essere rimasta incinta di lui, viene trasformata alla fine della prima stagione, ma gli effetti della trasformazione si vedono durante il corso della seconda stagione; dopo la sua prima trasformazione perde il bambino. Lavora allo stesso ospedale di Aidan e Josh, il Suffolk County Hospital.
- Suren (stagione 2), interpretata da Dichen Lachman.
La figlia della potente vampira conosciuta solo con il nome di "Madre", viene scelta da quest'ultima per prendere il posto di Bishop, come capo dei vampiri di Boston. È stata esiliata per 80 anni per aver causato un massacro sanguinoso che ha costretto la famiglia di vampiri di Boston a una vita ai margini della società. Da alcuni flashback si intuisce che lei e Aidan, in passato, hanno avuto una storia.

### Personaggi secondari
- Rebecca (stagione 1), interpretata da Sarah Allen e doppiata da Federica De Bortoli.
È una neo-vampira iniziata da Aidan, con cui vive un'avventura amorosa, destinata però a concludersi infelicemente: dopo aver ucciso il vampiro Marcus appartenente all'associazione di Bishop per salvare la vita di Aidan, poiché i vampiri non tollerano tali crimini, si farà uccidere dal suo amato per non soffrire ulteriormente ed essere finalmente libera.
- Emily, interpretata da Alison Louder e doppiata da Alessia Amendola.
È la sorella di Josh.
- Danny (stagione 1), interpretato da Gianpaolo Venuta e doppiato da Davide Perino.
È l'ex proprietario della casa in cui vivono Aidan e Josh. Doveva sposarsi con Sally, ma dopo la sua morte ha deciso di vendere la casa ed è tornato a vivere nel suo vecchio appartamento. Ha una relazione con Bridget, la migliore amica di Sally. Nel corso della serie si scopre che in realtà era stato lui la causa della morte di Sally, anche se accidentalmente: a seguito di un'accesa discussione, l'aveva spinta contro il muro facendola cadere dalle scale. In ogni caso, Danny non ha mai manifestato pentimento per ciò che ha fatto, anzi: egli tenta anche di liberarsi dello spirito della ragazza con l'aiuto di una medium, tentativo che fallirà miseramente. Alla fine Sally riuscirà a far uscire dalla sua vita Danny, anche con l'aiuto di Aidan.
- Heggemann, interpretato da Terry Kinney.
- Stevie Atkins, interpretato da Robert Naylor.
- Henry Durham, interpretato da Kyle Schmid.
- Zoey Gonzalez (stagioni 2-4), interpretata da Susanna Fournier.
Un'infermiera presso l'ospedale nel reparto neonati che ha la capacità di vedere i fantasmi, anche se è ancora viva e non è un lupo mannaro. Ha la possibilità di unire le anime dei fantasmi con i neonati attraverso un processo simile alla reincarnazione.
- Julia, interpretata da Natalie Brown.
- Donna Gilchrist, interpretata da Amy Aquino.
- Reaper/Scott, interpretato da Dusan Dukic.
- "Madre" (stagione 2), interpretata da Deena Aziz.
È il capo di tutti i vampiri. Lei è il vampiro più potente della serie ed è la madre di Suren. Mette Suren a capo dei vampiri di Boston, in sostituzione di Bishop, e ordina ad Aidan di sostenere Suren affinché riesca nell'impresa e in cambio lei lo libererà dai confini della società dei vampiri.
- Ray (stagione 1), interpretato da Andreas Apergis e doppiato da Roberto Draghetti.
È un licantropo che fa amicizia con Josh. È più vecchio di lui e per questo ha più esperienza, infatti da molti consigli a Josh su come comportarsi quando si trasforma. Ha un carattere piuttosto scontroso e impulsivo, specialmente nel periodo subito precedente alla luna piena.
- Bridget (stagione 1), interpretata da Angela Galuppo e doppiata da Ilaria Latini.
Era la migliore amica di Sally e porta sempre i fiori sulla sua tomba. Dopo aver baciato Danny, inizialmente si è sentita in colpa, soprattutto per l'amicizia che la legava a Sally, ma poi entrambi hanno ceduto. Tuttavia, dopo aver capito che persona era realmente Danny, capirà che è lui l'assassino di Sally, e lo lascerà, chiedendo anche scusa allo spirito dell'amica per aver ignorato i suoi tentativi di farglielo capire.
- Nick Fenn (stagioni 1-3), interpretato da Pat Kiely.
Un fantasma e vecchio compagno di college di Sally con cui ha avuto una relazione nel corso della prima stagione. Lui e Zoey iniziano a frequentarsi, con grande disappunto di Sally.
- Robbie Malik, interpretato da Jesse Rath.
- Kenny, interpretato da Connor Price.

## Episodi
| Stagione         | Episodi | Prima TV USA | Prima TV Italia |
| ---------------- | ------- | ------------ | --------------- |
| Prima stagione   | 13      | 2011         | 2011            |
| Seconda stagione | 13      | 2012         | 2012            |
| Terza stagione   | 13      | 2013         | 2013            |
| Quarta stagione  | 13      | 2014         | 2014            |